# Johannes der Kalybit

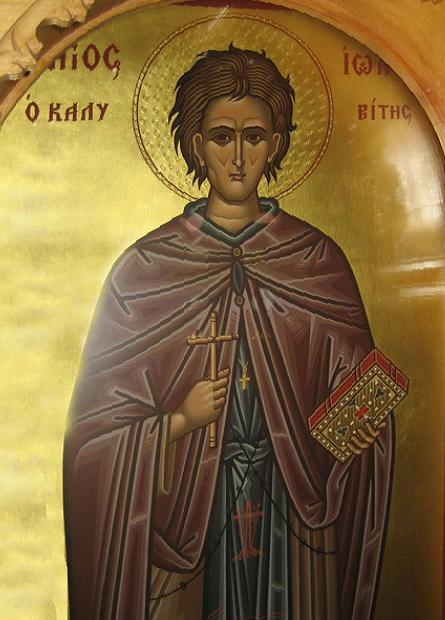
Johannes der Kalybit, griechische Ikone

Johannes der Kalybit, Johannes Kalybites, dt. Johannes der Klausner (* um 420 in Konstantinopel; † um 460 ebenda) war ein Klausner. Er ist ein Heiliger der römisch-katholischen, orthodoxen, armenischen und der syrisch-orthodoxen Kirche, dort lautet sein Name Johannes Bar Malche.

## Leben
Johannes wurde als jüngster von drei Söhnen in ein reiches Elternhaus geboren. Sein Vater Eutropius war ein Edelmann, seine Mutter hieß Theodora, beide werden von der syrisch-orthodoxen Kirche als Heilige verehrt. Um 435 trat Johannes als Fünfzehnjähriger in das Kloster Irenaion, das später das Akoimetenkloster genannt wurde, in seiner Heimatstadt Konstantinopel ein; es lag am östlichen Ufer des Bosporus in Gomon in Bithynien, dem heutigen Anadolufeneri, oder es wurde von Johannes dorthin verlegt. Nach sechs Jahren strenger Askese kehrte er als Bettler verkleidet zu seinem Elternhaus zurück, ohne sich zu erkennen zu geben, und wohnte dort unerkannt vor dem Haus als verwahrloster Armer. Nach einiger Zeit errichtete man ihm eine einfache Klause, griechisch καλύβη, daher stammt der Name „Klausner“ oder „Kalybit“. Dort kümmerte er sich um die Armen mit den ihm zugewendeten Gaben. Kurz vor seinem Tod soll er sich durch die Rückgabe eines vergoldeten Evangeliars, das er einst von seinen Eltern erhalten hatte, zu erkennen gegeben haben.

## Verehrung und Ikonografie
Johannes der Klausner wird als abgehärmter Bettler abgebildet, in der Hand trägt er ein Evangelienbuch. Sein Gedenktag ist der 15. Januar. Reliquien von Johannes kamen nach Rom in die Kirche San Giovanni Calibita auf der Tiberinsel. Sein Evangeliar wird auf dem Athos verehrt.